# Sei sempre stata mia
Sei sempre stata mia è un brano di Gianluca Grignani pubblicato come singolo il 1º gennaio 2010, ed in seguito inserito nell'album Romantico Rock Show, decimo lavoro dell'artista.
Il video musicale prodotto per Sei sempre stata mia è stato diretto dal regista Gaetano Morbioli e girato in alcune location a Londra e Ponte di Legno, in provincia di Brescia. Il video è stato reso disponibile allo streaming gratuito dal 1º gennaio al 4 febbraio sul sito MSN.it

## Tracce
Download digitale
1. Sei sempre stata mia - 3:41

## Classifiche
| Classifica (2010) | Posizione massima |
| ----------------- | ----------------- |
| Italia            | 16                |